# 赫耳墨斯別墅

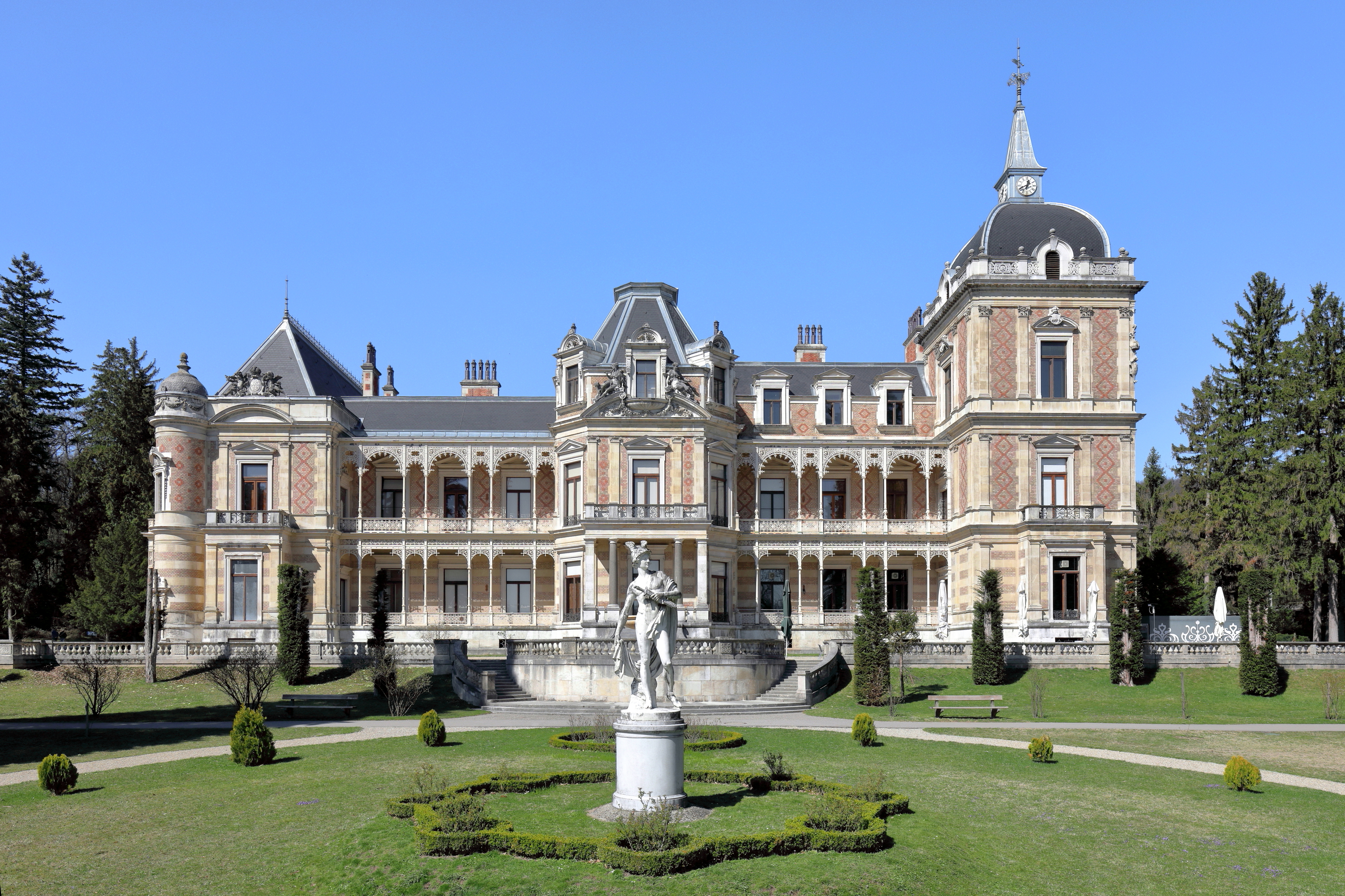
赫耳墨斯別墅

赫耳墨斯別墅（德語：Hermesvilla）是位於奧地利首都維也納的一處建築，曾是哈布斯堡貴族的狩獵區。奧匈帝國皇帝弗朗茨·約瑟夫一世將這座別墅送給他的妻子伊麗莎白皇后，並稱其為「夢幻城堡」。別墅現在被維也納博物館使用。

## 外部連結
维基共享资源上的相關多媒體資源：赫耳墨斯別墅
- Thomas Trenkler. (2005) Sisi in Vienna. On the traces of the Empress Elisabeth. Vienna: Ueberreuter publishing.  ISBN 3-8000-7115-0.